# Paepalanthus magnus

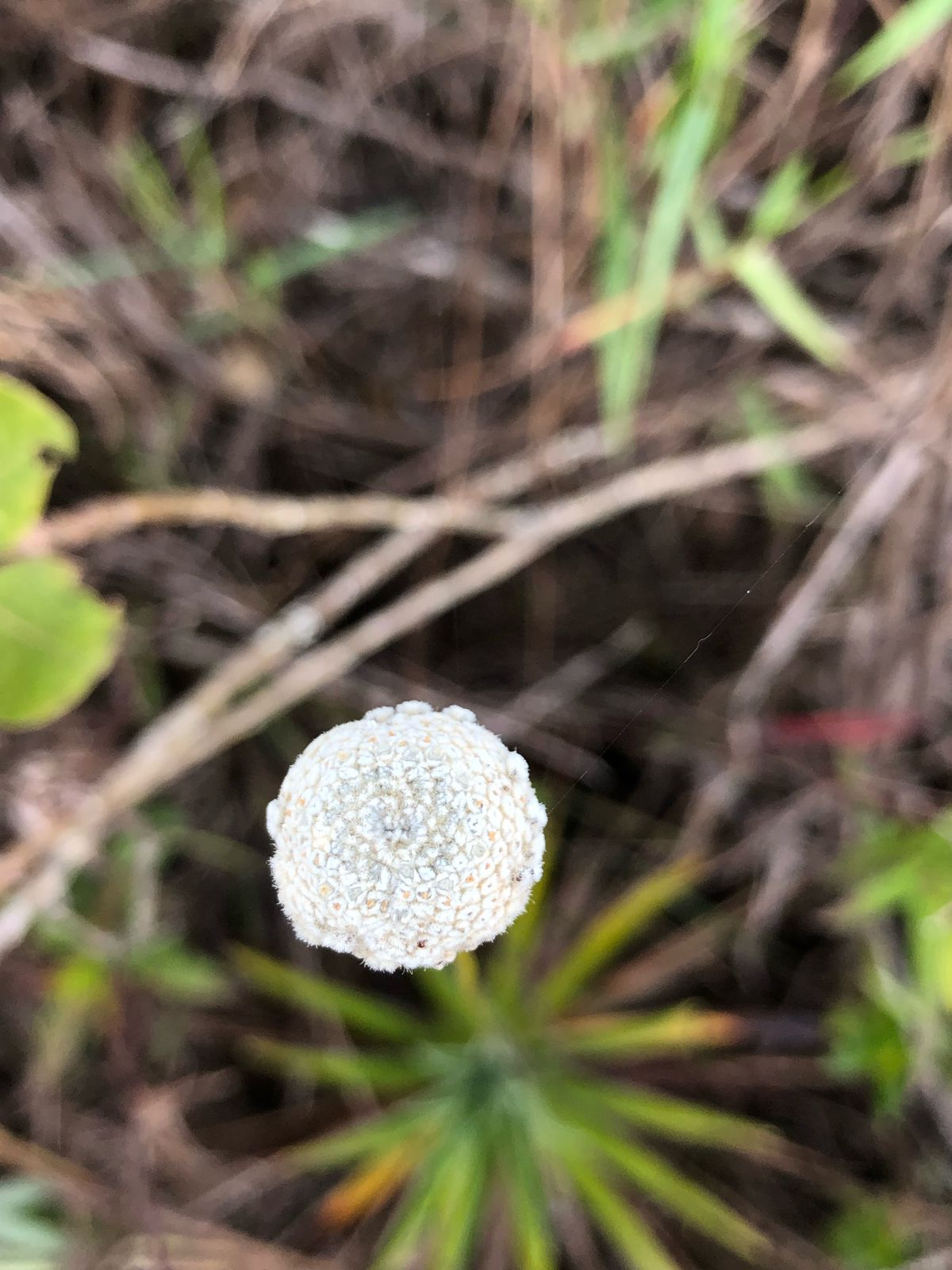
Inflorescência vista de cima

Paepalanthus magnus L.H.Rocha, Gonella & Andrino é uma espécie de sempre-viva, pertencente a família botânica Eriocaulaceae. A espécie em questão foi descrita no ano de 2024, como endêmica da Serra do Padre Ângelo, um complexo de montanhas quartiziticas situadas no médio Rio Doce, em Conselheiro Pena, Zona da Mata, Minas Gerais.

### Características
P. magnus pode atingir quase um metro de altura, e foi esta característica utilizada para definir seu epíteto. O termo magnus vem do latim e significa grande, largo. Esta característica é marcante quando comparada com as demais espécies da família Eriocaulaceae que ocorrem na região e do grupo ao qual é mais proximamente ligada, espécies do Clado Q.
Além de seu porte robusto (com indivíduos variando de 50 a 94 cm de altura), esta espécie possui folhas de superfície adaxial glabras e com  superfície abaxial pilosa ao longo das nervuras longitudinais. Além disso, possui escapos glabros que são três vezes maiores que o comprimento das folhas. As inflorescências possuem brácteas involucrais dispostas entre sete a nove séries, pubescentes, acastanhadas, que não superam a altura das flores.

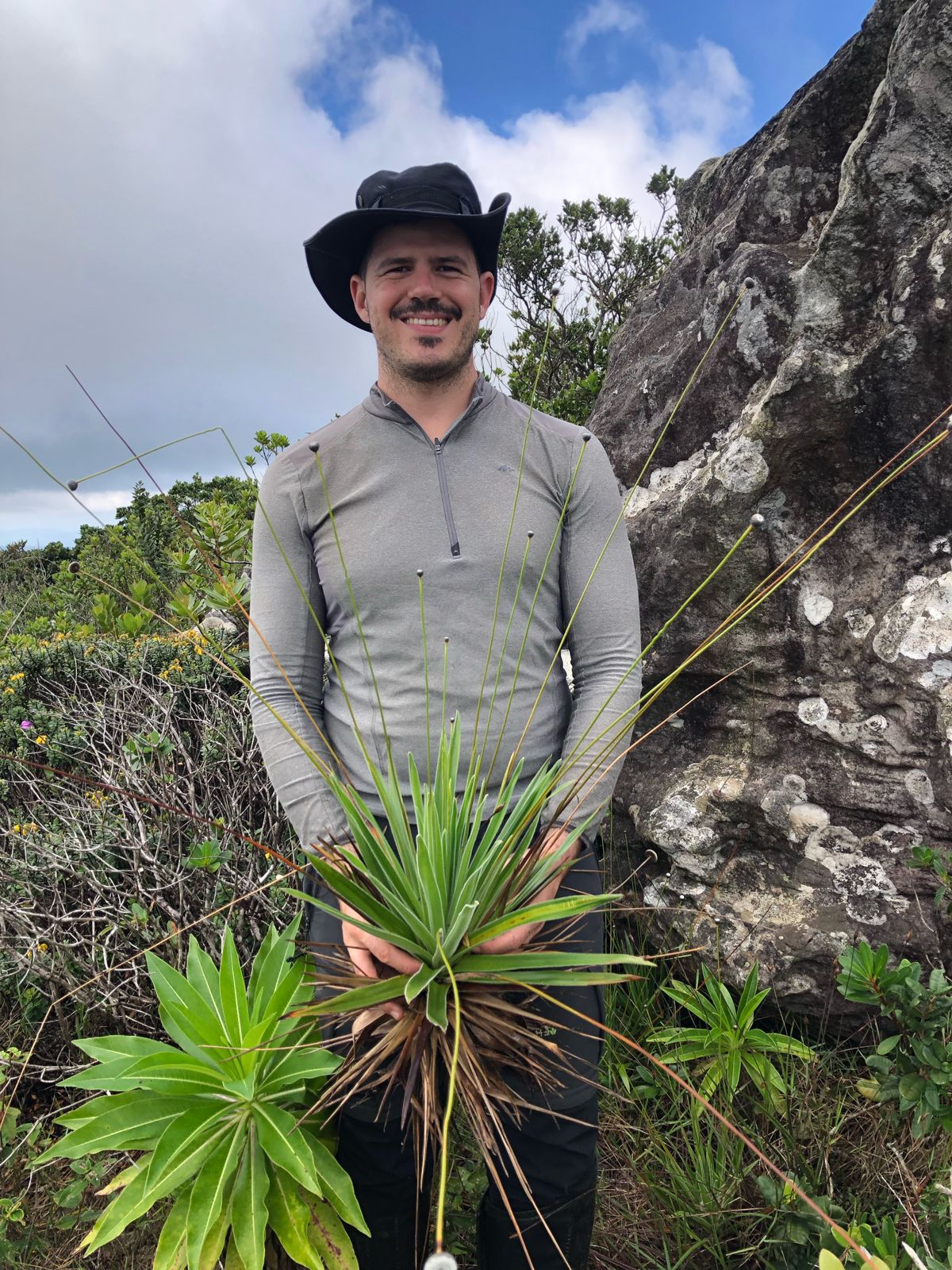
Habitat e tamanho da planta

### Habitat e ameaças
A espécie foi encontrada em apenas um dos picos da Serra do Padre Ângelo em Conselheiro Pena-MG, no Pico do Pinhão, um dos mais altos da região, com cerca de 1540 metros de altitude. A população encontrada é micro endêmica  e  composta por menos de 100 indivíduos ocorrendo em altitudes acima de 1500 metros, em solos de areia branca ou crescendo entre blocos de quartzito a pleno sol, onde o tipo vegetacional predominante é o campo rupestre.

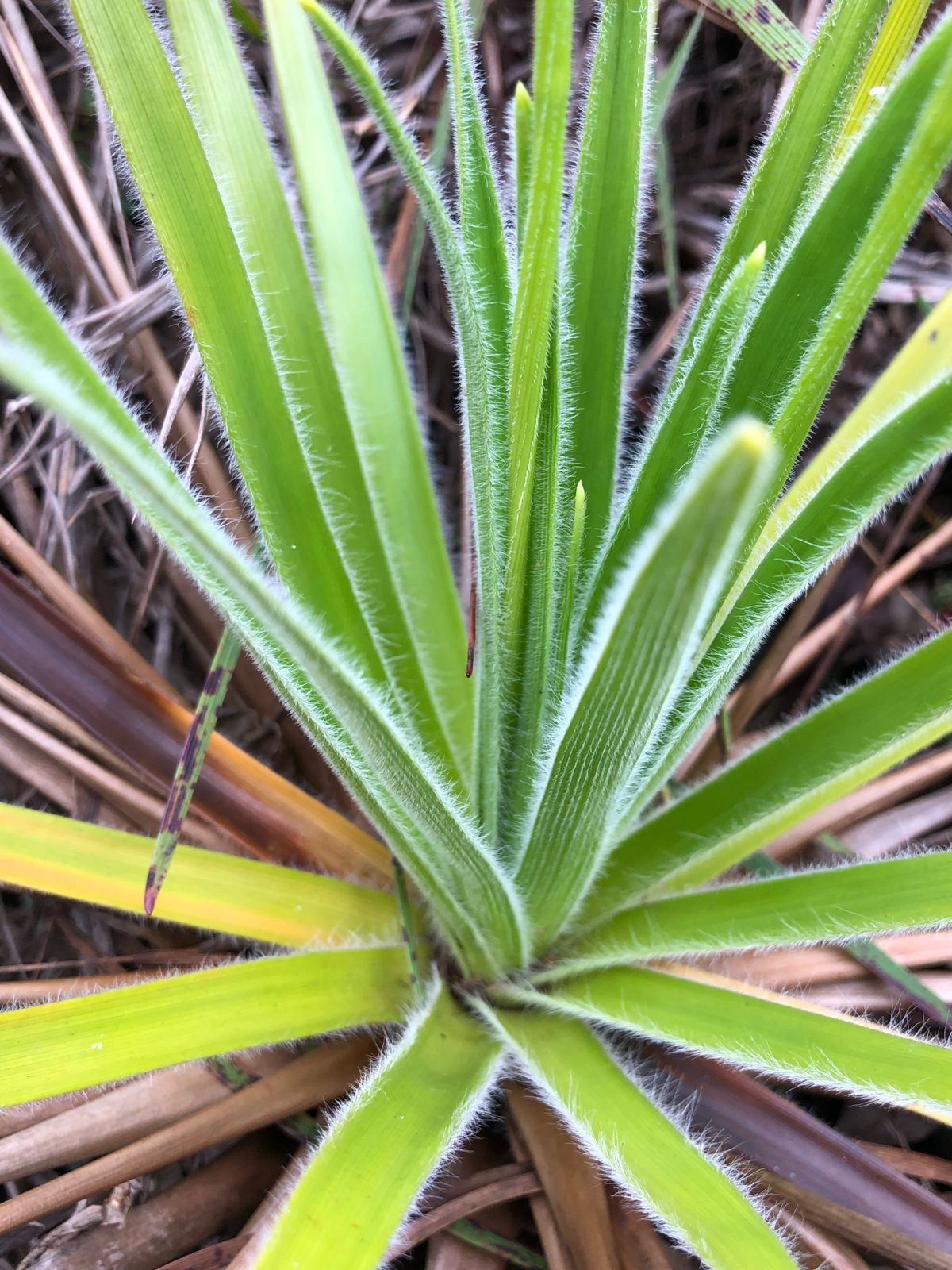
Vista de superfície abaxial

De acordo com os critérios da União da Conservação da Natureza, P.magnus foi classificada como criticamente em perigo de extinção (CR). As principais ameaças a existência e perpetuação da espécie são o desmatamento da região, presença de espécies invasoras, presença de gado, queimadas que assolam a região em épocas secas, e as mudanças climáticas.